# Pologne aux Jeux olympiques d'hiver de 1968
Cet article contient des informations sur la participation et les résultats de la Pologne aux Jeux olympiques d'hiver de 1968, qui ont eu lieu à Grenoble en France. 

## Résultats

### Biathlon
| Épreuve | Athlète                 | Temps             | Pénalités | Temps ajusté 1    | Rang |
| ------- | ----------------------- | ----------------- | --------- | ----------------- | ---- |
| 20 km   | Józef Gąsienica Sobczak | N'a pas terminé   | –         | N'a pas terminé   | –    |
| 20 km   | Józef Stopka            | 1 h 22 min 17 s 7 | 12        | 1 h 34 min 17 s 7 | 48   |
| 20 km   | Stanisław Łukaszczyk    | 1 h 16 min 28 s 1 | 4         | 1 h 20 min 28 s 1 | 8    |
| 20 km   | Stanisław Szczepaniak   | 1 h 17 min 56 s 8 | 1         | 1 h 18 min 56 s 8 | 4    |

| Athlètes                                                              | Manche    | Manche            | Manche |
| Athlètes                                                              | Manqués 2 | Temps             | Rang   |
| --------------------------------------------------------------------- | --------- | ----------------- | ------ |
| Józef Rózak Andrzej Fiedor Stanisław Łukaszczyk Stanisław Szczepaniak | 4         | 2 h 20 min 19 s 6 | 4      |

### Combiné nordique
Les deux épreuves sont du saut à ski avec un tremplin normal (Trois sauts, les deux meilleurs sont comptabilisés et montrés ici.) et une course de ski de fond de 15 km.
| Athlète                | Épreuve    | Saut à ski | Saut à ski | Saut à ski | Saut à ski | Ski de fond   | Ski de fond | Ski de fond | Total  | Total |
| Athlète                | Épreuve    | Distance 1 | Distance 2 | Points     | Rang       | Temps         | Points      | Rang        | Points | Rang  |
| ---------------------- | ---------- | ---------- | ---------- | ---------- | ---------- | ------------- | ----------- | ----------- | ------ | ----- |
| Jan Kawulok            | Individuel | 70,0 m     | 70,5 m     | 200,4      | 18         | 52 min 32 s 7 | 187,51      | 25          | 387,91 | 20    |
| Józef Gąsienica Daniel | Individuel | 72,0 m     | 68,0 m     | 203,8      | 16         | 51 min 10 s 1 | 203,96      | 18          | 407,76 | 15    |
| Erwin Fiedor           | Individuel | 74,0 m     | 74,0 m     | 234,3      | 3          | 54 min 48 s 7 | 161,63      | 36          | 395,93 | 18    |
| Józef Gąsienica        | Individuel | 72,5 m     | 71,5 m     | 217,7      | 8          | 50 min 34 s 5 | 211,08      | 11          | 428,78 | 6     |

### Luge
| Athlète         | Manche 1 | Manche 1 | Manche 2 | Manche 2 | Manche 3 | Manche 3 | Total         | Total |
| Athlète         | Temps    | Rang     | Temps    | Rang     | Temps    | Rang     | Temps         | Rang  |
| --------------- | -------- | -------- | -------- | -------- | -------- | -------- | ------------- | ----- |
| Lucjan Kudzia   | 59 s 27  | 26       | 58 s 46  | 10       | 58 s 18  | 8        | 2 min 55 s 91 | 13    |
| Tadeusz Radwan  | 59 s 03  | 21       | 59 s 01  | 15       | 59 s 19  | 22       | 2 min 57 s 23 | 22    |
| Jerzy Wojnar    | 58 s 16  | 12       | 58 s 38  | 8        | 58 s 08  | 7        | 2 min 54 s 62 | 8     |
| Zbigniew Gawior | 57 s 55  | 4        | 58 s 35  | 6        | 57 s 61  | 3        | 2 min 53 s 51 | 4     |

| Athlètes                       | Manche 1 | Manche 1 | Manche 2 | Manche 2 | Total         | Total |
| Athlètes                       | Temps    | Rang     | Temps    | Rang     | Temps         | Rang  |
| ------------------------------ | -------- | -------- | -------- | -------- | ------------- | ----- |
| Zbigniew Gawior Ryszard Gawior | 49 s 01  | 7        | 48 s 84  | 4        | 1 min 37 s 85 | 6     |
| Lucjan Kudzia Stanisław Paczka | 49 s 09  | 9        | 49 s 08  | 7        | 1 min 38 s 17 | 9     |

#### Femmes
| Athlète       | Manche 1 | Manche 1 | Manche 2 | Manche 2 | Manche 3 | Manche 3 | Total         | Total |
| Athlète       | Temps    | Rang     | Temps    | Rang     | Temps    | Rang     | Temps         | Rang  |
| ------------- | -------- | -------- | -------- | -------- | -------- | -------- | ------------- | ----- |
| Anna Mąka     | 49 s 69  | 8        | 50 s 05  | 6        | 50 s 66  | 6        | 2 min 30 s 40 | 7     |
| Jadwiga Damse | 49 s 64  | 6        | 50 s 43  | 11       | 50 s 08  | 1        | 2 min 30 s 15 | 5     |
| Helena Macher | 49 s 55  | 5        | 50 s 02  | 5        | 50 s 48  | 4        | 2 min 30 s 05 | 4     |

### Patinage artistique

#### Couples
| Athlètes                    | PC | PL | Points | Places | Rang |
| --------------------------- | -- | -- | ------ | ------ | ---- |
| Janina Poremska Piotr Scypa | 15 | 13 | 272,2  | 129    | 15   |

### Saut à ski
| Athlète        | Épreuve         | Saut 1   | Saut 1 | Saut 2   | Saut 2 | Total  | Total |
| Athlète        | Épreuve         | Distance | Points | Distance | Points | Points | Rang  |
| -------------- | --------------- | -------- | ------ | -------- | ------ | ------ | ----- |
| Józef Kocjan   | Tremplin normal | 72,5 m   | 95,3   | 71,0 m   | 96,9   | 189,0  | 35    |
| Józef Przybyła | Tremplin normal | 72,5 m   | 96,8   | 69,0 m   | 93,7   | 193,7  | 27    |
| Ryszard Witke  | Tremplin normal | 73,5 m   | 101,9  | 68,5 m   | 88,4   | 190,3  | 32    |
| Erwin Fiedor   | Tremplin normal | 74,5 m   | 102,5  | 67,5 m   | 89,3   | 191,8  | 30    |
| Józef Kocjan   | Grand tremplin  | 80,0 m   | 72,4   | 90,5 m   | 93,1   | 159,0  | 45    |
| Ryszard Witke  | Grand tremplin  | 88,5 m   | 89,8   | 88,0 m   | 89,6   | 179,4  | 31    |
| Erwin Fiedor   | Grand tremplin  | 92,0 m   | 96,2   | 84,0 m   | 83,5   | 179,7  | 30    |
| Józef Przybyła | Grand tremplin  | 98,0 m   | 106,1  | 88,0 m   | 86,6   | 199,2  | 14    |

### Ski alpin

#### Hommes
| Athlète          | Épreuve      | Manche 1      | Manche 1 | Manche 2      | Manche 2 | Total         | Total |
| Athlète          | Épreuve      | Temps         | Rang     | Temps         | Rang     | Temps         | Rang  |
| ---------------- | ------------ | ------------- | -------- | ------------- | -------- | ------------- | ----- |
| Ryszard Ćwikła   | Descente     |               |          |               |          | 2 min 10 s 63 | 48    |
| Andrzej Bachleda | Descente     |               |          |               |          | 2 min 05 s 48 | 26    |
| Ryszard Ćwikła   | Slalom géant | 1 min 51 s 79 | 40       | 1 min 54 s 17 | 41       | 3 min 45 s 96 | 37    |
| Andrzej Bachleda | Slalom géant | 1 min 46 s 46 | 14       | 1 min 49 s 25 | 13       | 3 min 35 s 71 | 13    |

#### Slalom hommes
| Athlète          | Manche 1    | Manche 1   | Manche 2 | Manche 2   | Finale         | Finale | Finale         | Finale | Finale        | Finale |
| Athlète          | Temps       | Rang       | Temps    | Rang       | Temps Manche 1 | Rang   | Temps Manche 2 | Rang   | Total         | Rang   |
| ---------------- | ----------- | ---------- | -------- | ---------- | -------------- | ------ | -------------- | ------ | ------------- | ------ |
| Ryszard Ćwikła   | Disqualifié | –          | 54 s 47  | 1 Qualifié | 53 s 69        | 33     | 53 s 11        | 21     | 1 min 46 s 80 | 21     |
| Andrzej Bachleda | 53 s 48     | 1 Qualifié | –        | –          | 49 s 88        | 5      | 50 s 73        | 6      | 1 min 40 s 61 | 6      |

### Ski de fond

#### Hommes
| Épreuve | Athlète      | Course            | Course |
| Épreuve | Athlète      | Temps             | Rang   |
| ------- | ------------ | ----------------- | ------ |
| 15 km   | Józef Rysulu | 50 min 38 s 5     | 21     |
| 50 km   | Józef Rysula | 2 h 35 min 30 s 9 | 21     |

| Épreuve | Athlete                  | Course        | Course |
| Épreuve | Athlete                  | Temps         | Rang   |
| ------- | ------------------------ | ------------- | ------ |
| 5 km    | Anna Gębala-Duraj        | 18 min 02 s 7 | 26     |
| 5 km    | Józefa Czerniawska-Pęksa | 17 min 56 s 5 | 23     |
| 5 km    | Weronika Budny           | 17 min 38 s 2 | 19     |
| 5 km    | Stefania Biegun          | 17 min 03 s 4 | 9      |
| 10 km   | Anna Gębala-Duraj        | 43 min 23 s 8 | 30     |
| 10 km   | Józefa Czerniawska-Pęksa | 40 min 59 s 9 | 25     |
| 10 km   | Weronika Budny           | 40 min 09 s 4 | 21     |
| 10 km   | Stefania Biegun          | 39 min 55 s 4 | 19     |

| Athlètes                                                | Course        | Course |
| Athlètes                                                | Temps         | Rang   |
| ------------------------------------------------------- | ------------- | ------ |
| Weronika Budny Józefa Czerniawska-Pęksa Stefania Biegun | 59 min 04 s 7 | 5      |

## Référence
- (en) Cet article est partiellement ou en totalité issu de l’article de Wikipédia en anglais intitulé « Poland at the 1968 Winter Olympics » (voir la liste des auteurs).